# Closterium angustatum
Closterium angustatum  là một loài Song tinh tảo trong họ Desmidiaceae, thuộc chi Closterium.